# Hans-Werner Bertl
Hans-Werner Bertl (* 2. Juli 1944 in Wuppertal) ist ein deutscher Politiker. Er war von 1994 bis 2005 für drei Wahlperioden Mitglied des Deutschen Bundestages. Er wurde für die Sozialdemokratische Partei Deutschlands (SPD) 1994 und 1998 im Wahlkreis Solingen–Remscheid sowie 2002 im Wahlkreis Solingen–Remscheid–Wuppertal II jeweils direkt gewählt. 

## Leben
Bertl besuchte die Volksschule und besuchte danach eine berufsbildende Schule. Anschließend machte er eine Ausbildung zum Uhrmacher und arbeitete nach dem Abschluss als Restaurator. Er machte eine Fortbildung zum Uhrmachermeister und studierte Betriebswirtschaft. Nach einer Fortbildung zum Diplom-Verwaltungswirt (FH) wurde er Berufsberater und schließlich staatlich geprüfter Betriebswirt. Nach Ende seiner beruflichen Fortbildungen wurde er bei der Bundesanstalt für Arbeit als Berufsberater eingestellt. Er war zuletzt beim Arbeitsamt in Düsseldorf zuständig für die Städte Mettmann, Haan, Erkrath und Hochdahl. Er schloss sich der Gewerkschaft Öffentliche Dienste, Transport und Verkehr (heute ver.di) an und war Mitglied im Beirat verschiedener Gesellschaften.

## Politik
Bertl wurde im Jahr 1972 Mitglied der SPD. Zunächst war er noch Mitglied der Jugendorganisation Sozialistische Jugend Deutschlands – Die Falken und von 1978 bis 1980 Mitglied des Vorstandes der Jungsozialisten Solingen. Zeitgleich war er von 1979 bis 1981 auch Mitglied des Vorstandes der SPD Solingen und von 1979 bis 1989 auch für die SPD im Rat der Stadt Solingen. Im Jahr 1981 wurde er dann stellvertretender Vorsitzender und 1983 Vorsitzender der SPD in Solingen. Bei der Bundestagswahl 1994 wurde er über ein Direktmandat des Wahlkreises Solingen – Remscheid in den Deutschen Bundestag gewählt. Er wurde ordentliches Mitglied im Ausschuss für Raumordnung, Bauwesen und Städtebau und im Ausschuss für Bildung, Wissenschaft, Forschung, Technologie und Technikfolgenabschätzung. Außerdem war er ab Januar 1998 noch im Verteidigungsausschuss. Bei der Bundestagswahl 1998 konnte er wiedergewählt werden. In beiden Legislaturperioden gehörte er als ordentliches Mitglied dem Ausschuss für Angelegenheiten der Europäischen Union an. Von 1998 bis 2002 war er zudem noch im Ausschuss für Bildung, Forschung und Technikfolgenabschätzung tätig.